# Producte de Wallis

Comparació de la convergència del producte de Wallis (asteriscs liles) i diverses sèries infinites per π. Sn és l'aproximació després de prendre n termes. Cada subgràfica amplia la precisió de la imatge en un factor de 10.

En matemàtiques, el producte de Wallis és una expressió que s'utilitza per representar el valor de π que va ser descoberta pel matemàtic anglès John Wallis el 1655 i que estableix queː
{\displaystyle \prod _{n=1}^{\infty }\left({\frac {2n}{2n-1}}\cdot {\frac {2n}{2n+1}}\right)={\frac {2}{1}}\cdot {\frac {2}{3}}\cdot {\frac {4}{3}}\cdot {\frac {4}{5}}\cdot {\frac {6}{5}}\cdot {\frac {6}{7}}\cdot {\frac {8}{7}}\cdot {\frac {8}{9}}\cdots ={\frac {\pi }{2}}}

## Demostració
Abans de res, s'ha de considerar que les arrels de sin(x)/x són ±nπ, on n = 1, 2, 3.... Llavors, es pot expressar el sinus com un producte infinit de factors lineals d'arrelsː
{\displaystyle {\frac {\sin(x)}{x}}=k\left(1-{\frac {x}{\pi }}\right)\left(1+{\frac {x}{\pi }}\right)\left(1-{\frac {x}{2\pi }}\right)\left(1+{\frac {x}{2\pi }}\right)\left(1-{\frac {x}{3\pi }}\right)\left(1+{\frac {x}{3\pi }}\right)}

on k és una constant.
Per trobar la constant k, es pren el límit en ambdós costatsː
{\displaystyle \lim _{x\to 0}{\frac {\sin(x)}{x}}=\lim _{x\to 0}\left(k\left(1-{\frac {x}{\pi }}\right)\left(1+{\frac {x}{\pi }}\right)\left(1-{\frac {x}{2\pi }}\right)\left(1+{\frac {x}{2\pi }}\right)\left(1-{\frac {x}{3\pi }}\right)\left(1+{\frac {x}{3\pi }}\right)\cdots \right)=k}

Sabent que:
{\displaystyle \lim _{x\to 0}{\frac {\sin(x)}{x}}=1}

Es fa k=1. S'obté la fórmula d'Euler-Wallis per al sinus:
{\displaystyle {\frac {\sin(x)}{x}}=\left(1-{\frac {x}{\pi }}\right)\left(1+{\frac {x}{\pi }}\right)\left(1-{\frac {x}{2\pi }}\right)\left(1+{\frac {x}{2\pi }}\right)\left(1-{\frac {x}{3\pi }}\right)\left(1+{\frac {x}{3\pi }}\right)\cdots }
{\displaystyle {\frac {\sin(x)}{x}}=\left(1-{\frac {x^{2}}{\pi ^{2}}}\right)\left(1-{\frac {x^{2}}{4\pi ^{2}}}\right)\left(1-{\frac {x^{2}}{9\pi ^{2}}}\right)\cdots }

Fent x=π/2, s'obté:
{\displaystyle {\frac {1}{\pi /2}}=\left(1-{\frac {1}{2^{2}}}\right)\left(1-{\frac {1}{4^{2}}}\right)\left(1-{\frac {1}{6^{2}}}\right)\cdots =\prod _{n=1}^{\infty }(1-{\frac {1}{4n^{2}}})}
{\displaystyle {\frac {\pi }{2}}=\prod _{n=1}^{\infty }({\frac {4n^{2}}{4n^{2}-1}})}
{\displaystyle =\prod _{n=1}^{\infty }\left({\frac {2n}{2n-1}}\cdot {\frac {2n}{2n+1}}\right)={\frac {2}{1}}\cdot {\frac {2}{3}}\cdot {\frac {4}{3}}\cdot {\frac {4}{5}}\cdot {\frac {6}{5}}\cdot {\frac {6}{7}}\cdots }